# Karol Błaszkowicz
Karol Błaszkowicz (ur. 1 listopada 1894 w Rzeszowie, zm. po 1941) – pułkownik uzbrojenia Wojska Polskiego, działacz niepodległościowy.

## Życiorys
Syn Jana i Katarzyny z domu Książak, urodzony 1 listopada 1894 w Rzeszowie, ówczesnym mieście powiatowym Królestwa Galicji i Lodomerii. Od 1904 uczęszczał do c. k. II Gimnazjum w rodzinnym mieście. W czerwcu 1913 zakończył naukę w klasie VIII i zdał egzamin dojrzałości z odznaczeniem.
W czasie I wojny światowj walczył w szeregach cesarskiej i królewskiej Armii. Jego oddziałem macierzystym był 3 pułk artylerii fortecznej. Na stopień podporucznika rezerwy został mianowany ze starszeństwem z 1 września 1915. Na stopień porucznika rezerwy został awansowany ze starszeństwem z 1 listopada 1917.
21 stycznia 1919 w Przemyślu objął dowództwo nowo sformowanej 1 baterii 2 pułku artylerii ciężkiej (od czerwca tego roku 1 bateria 4 pułku artylerii ciężkiej). Na jej czele 5 marca wyruszył na front ukraiński. W walkach z Ukraińcami brał udział do połowy lipca, po czym odszedł z baterią do odwodu Frontu Wołyńskiego, a później 2 Armii. W maju 1920 razem z 1 baterią został przetransportowany na Front Północny, gdzie walczył z bolszewikami. Wyróżnił się 12 czerwca ostrzeliwując, mimo trudnych warunków obserwacji, most na Berezynie pod Żarnówką. 9 września 1920 został zatwierdzony z dniem 1 kwietnia 1920 w stopniu kapitana, w artylerii, w grupie oficerów byłej armii austro-węgierskiej.
Po zakończeniu działań wojennych pozostał w wojsku jako oficer zawodowy i kontynuował służbę w 4 dywizjonie artylerii ciężkiej w Kaliszu, a od października 1921 w 8 pułku artylerii ciężkiej w Grudziądzu. 3 maja 1922 został zweryfikowany w stopniu kapitana ze starszeństwem od 1 czerwca 1919 i 221. lokatą w korpusie oficerów artylerii. Później został przeniesiony do 9 pułku artylerii ciężkiej w Siedlcach. 1 grudnia 1924 prezydent RP nadał mu stopień majora z dniem 15 sierpnia 1924 i 89. lokatą w korpusie oficerów artylerii. W styczniu 1925 został przydzielony do Obozu Szkolnego Artylerii w Toruniu na stanowisko instruktora grupy dowódców dywizjonów w Strzeleckiej Szkole Artylerii. W listopadzie 1925 został przeniesiony do kadry oficerów artylerii przy Departamencie III Ministerstwa Spraw Wojskowych z pozostawieniem na dotychczas zajmowanym stanowisku w Obozie Szkolnym Artylerii (później Centrum Wyszkolenia Artylerii) w Toruniu. Z dniem 1 listopada 1930 został przeniesiony do 14 pułku artylerii polowej w Poznaniu na stanowisko zastępcy dowódcy pułku. 2 grudnia 1930 prezydent RP nadał mu stopień podpułkownika z dniem 1 stycznia 1931 i 25. lokatą w korpusie oficerów artylerii. W sierpniu 1931 został przeniesiony do Szefostwa Uzbrojenia Okręgu Korpusu Nr V (później 5 Okręgowe Szefostwa Uzbrojenia) w Krakowie na stanowisko szefa. W marcu 1932, w tym samym stopniu i starszeństwie oraz 1. lokatą, został przeniesiony do korpusu oficerów uzbrojenia z pozostawieniem na zajmowanym stanowisku. Z dniem 31 marca 1933 został przeniesiony do Szkoły Zbrojmistrzów (od 1935 Szkoła Uzbrojenia) na stanowisko komendanta. Na stopień pułkownika został awansowany ze starszeństwem z 19 marca 1937 i 1. lokatą w korpusie oficerów uzbrojenia. Na stanowisku komendanta szkoły pozostawał do 1939.
31 sierpnia 1939, po ogłoszeniu mobilizacji powszechnej, objął stanowisko naczelnego szefa służby uzbrojenia w Kwaterze Głównej Naczelnego Wodza i wziął udział w kampanii wrześniowej. 18 września 1939 przekroczył granicę z Rumunią i został internowany w Târgoviște. W lutym 1941 został przekazany władzom niemieckim i jako jeniec wojenny osadzony w Oflagu VI E Dorsten. W kwietniu tego roku został przeniesiony do Stalagu XI A Altengrabow i skierowany do Szpitala Przeciwgruźlicznego dla jeńców wojennych w Tangerhütte.
W 1922 w Grudziądzu ożenił się z Heleną Marią Kuźniar (1897–1962).

## Ordery i odznaczenia
- Krzyż Walecznych[34][2]
- Złoty Krzyż Zasługi – 18 marca 1929 „za zasługi na polu wyszkolenia wojska”[44][2]
- Krzyż Niepodległości – 29 grudnia 1933 „za pracę w dziele odzyskania niepodległości”[45][46]
- Medal Pamiątkowy za Wojnę 1918–1921
- Medal Dziesięciolecia Odzyskanej Niepodległości

austro-węgierskie
- Srebrny Medal Zasługi Wojskowej z mieczami na wstążce Krzyża Zasługi Wojskowej[8]
- Brązowy Medal Zasługi Wojskowej z mieczami na wstążce Krzyża Zasługi Wojskowej[8]
- Srebrny Medal Waleczności 1 klasy[8]
- Srebrny Medal Waleczności 2 klasy[8]
- Krzyż Wojskowy Karola[8]